# Наумово (Гірськомарійський район)
Нау́мово (рос. Наумово, марій. Тьомисола) — присілок у складі Гірськомарійського району Марій Ел, Росія. Входить до складу Кузнецовського сільського поселення.

## Населення
Населення — 82 особи (2010; 83 у 2002).
Національний склад (станом на 2002 рік):
- марі — 100 %